# Thomas Dundas (Gouverneur)
Thomas Dundas of Fingask and Carronhall (* 13. Juni 1750; † 3. Juni 1794) war ein schottischer Offizier und Politiker.

## Leben
Thomas Dundas wurde als fünftes Kind und erster Sohn von Thomas Dundas of Fingask and Carronhall und dessen Ehefrau Janet geboren. Sein jüngerer Bruder war Charles Dundas, 1. Baron Amesbury. Er wurde an der Edinburgh High School ausgebildet und schlug anschließend eine militärische Laufbahn ein. Am 9. Januar 1784 ehelichte Dundas Eleanora Elizabeth Home, mit der er drei Nachkommen zeugte, Elizabeth, Janet (* 1787) und Thomas (* um 1792).

## Militärischer Werdegang
1769 war Dundas Hauptmann im 63. Infanterieregiment. Sieben Jahre später wurde er zum Major und im folgenden Jahr zum Oberstleutnant im 80. Infanterieregiment befördert. Im Jahre 1779 wurde Dundas’ Regiment nach South Carolina verlegt und nahm am Amerikanischen Unabhängigkeitskrieg teil. Dundas war beteiligt an der Belagerung von Charleston (1780) und wurde zu einem der beiden britischen Unterhändler bestimmt, welche die britische Kapitulation nach der Schlacht von Yorktown (1781) aushandelten.
Zwischenzeitlich in seine Heimat zurückgekehrt, wurde Dundas im Juni 1783 der Auftrag eines Kommissars in Nova Scotia angetragen, den er annahm. Zwei Jahre später traf er in Halifax ein und nahm seine Aufgaben zur Überprüfung von Forderungen der Loyalisten wahr. 1782 wurde Dundas zum Oberst befördert. Für eine kurze Dauer war er 1793 Gouverneur von Guernsey und wurde zum Major General befördert. Dundas brach in die Karibik auf und war an den Eroberungen von Martinique, St. Lucia und Guadeloupe beteiligt. Im Mai 1794 wurde er zum Gouverneur von Guadeloupe ernannt. Er erkrankte bald am Gelbfieber und verstarb am 3. Juni 1794 auf der Insel.

## Politischer Werdegang
Thomas Dundas’ Onkel Lawrence Dundas, 1. Baronet erwarb im Jahre 1766 die Inselgruppen der Orkneys und Shetlands. Bei den Unterhauswahlen 1768 unterstützte dieser seinen Bruder Thomas Dundas, den Vater des hier Beschriebenen, der in der Folge für den Wahlkreis Orkney and Shetland in das britische Unterhaus einzog. Nachdem dieser im Dezember 1770 ein hohes Polizeiamt annahm, gab er sein Mandat zurück. Als Nachfolger übernahm sein Sohn Thomas am 31. Januar 1771 das Mandat. Auf Grund seiner militärischen Verpflichtungen nahm Dundas nur wenig am politischen Leben teil. Zu den Wahlen 1780 wurde stattdessen Robert Baikie aufgestellt, der für wenige Monate den Wahlkreis im Unterhaus vertrat. Bereits im Februar des folgenden Jahres wurde Baikie durch Thomas Dundas’ Bruder Charles ersetzt. 1784 wurde Thomas Dundas erneut zum Vertreter von Orkney and Shetland gewählt. Er vertrat den Wahlkreis bis 1790 und schied dann endgültig aus dem Unterhaus aus. Er unterlag bei den Wahlen seinem Nachfolger John Balfour.